# Palmyra (Nebraska)
Palmyra è un villaggio degli Stati Uniti d'America della contea di Otoe nello Stato del Nebraska. La popolazione era di 545 persone al censimento del 2010.

## Storia
Palmyra è stata intrecciata nel 1870. Prende il nome dall'antica città di Palmira (Palmyra in inglese).

## Geografia fisica
Palmyra è situata a 40°42′17″N 96°23′29″W (40.704826, -96.391367).
Secondo lo United States Census Bureau, ha un'area totale di 0,34 miglia quadrate (0,88 km²).

## Società

### Evoluzione demografica
Secondo il censimento del 2010, c'erano 545 persone.

### Etnie e minoranze straniere
Secondo il censimento del 2010, la composizione etnica del villaggio era formata dal 96,0% di bianchi, l'1,7% di afroamericani, lo 0,6% di asiatici, lo 0,2% di altre razze, e l'1,7% di due o più etnie. Ispanici o latinos di qualunque razza erano l'1,1% della popolazione.